# Peltacanthina lurida
Peltacanthina lurida är en tvåvingeart som beskrevs av Günther Enderlein 1924. Peltacanthina lurida ingår i släktet Peltacanthina och familjen bredmunsflugor. Inga underarter finns listade i Catalogue of Life.